# Äckel

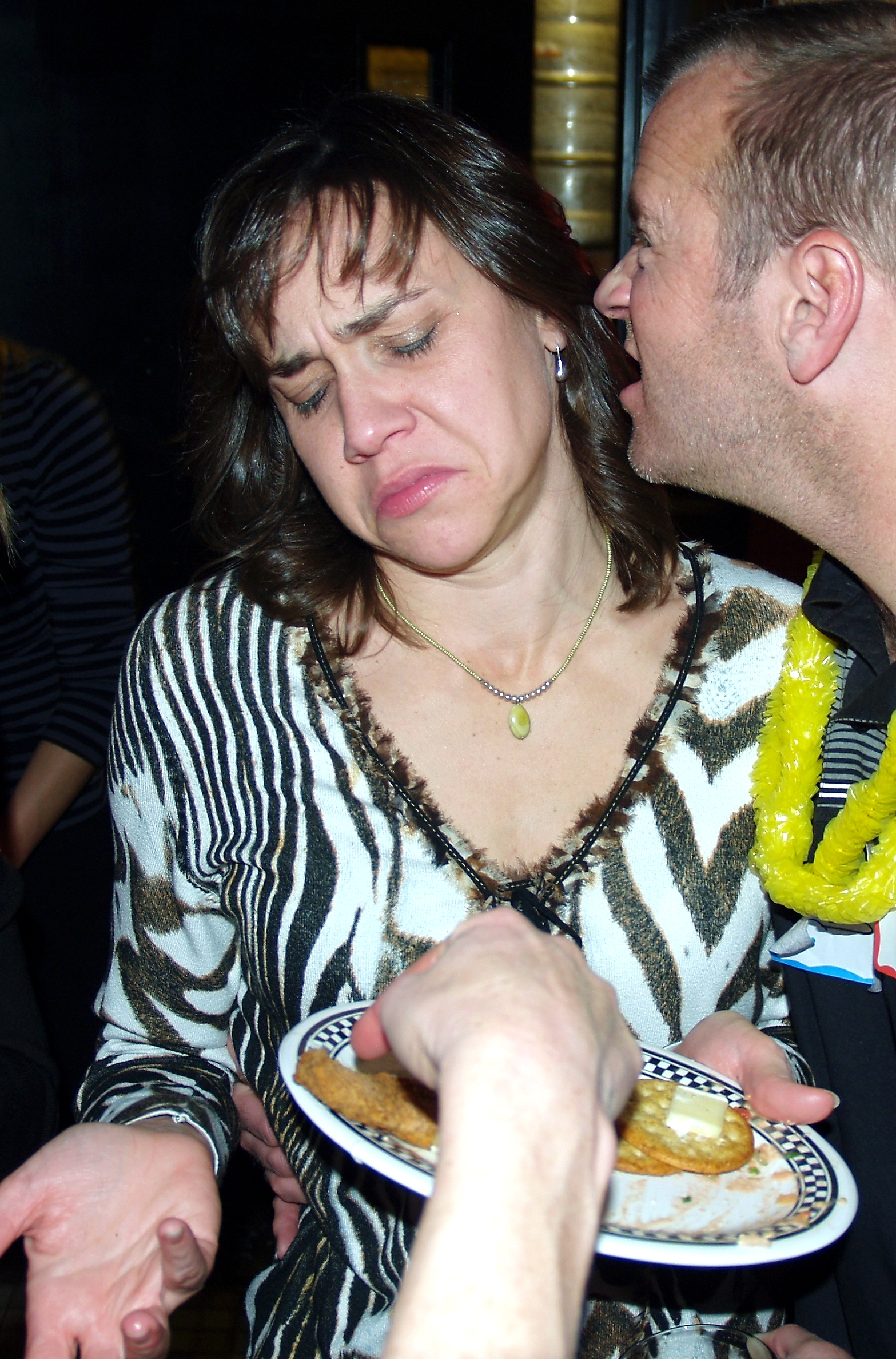
En kvinna som ser äcklad ut.

Äckel är en kraftig känsla av obehag, ofta föranledd av något motbjudande, som kan orsaka kväljningar, illamående eller avsky.
Kroppen kan ibland signalera med en känsla av äckel för att klargöra ett motstånd mot någonting den förut inte reagerat positivt på (exempelvis en maträtt man tidigare förätit sig på och som därför betingar illamående eller kväljningar). På samma sätt kan äckel uppkomma i mötet med sådant som representerar sjukdom och död.
Äckel kan även syfta på en motbjudande person.

### Webbkällor
- "Äckel" och "Avsmak" i Natur & Kulturs Psykologilexikon